# Julia Stephan
Julia Stephan auch Rosemarie Stephan (geb. Kothe; * 2. Februar 1943 in Rochlitz) ist eine deutsche Bildhauerin

## Leben
Julia Kothe absolvierte ab 1960 eine Lehre als Gebrauchswerberin und arbeitet dann bis 1969 in ihrem Beruf. 1969/1970 besuchte sie die Schule für Theaterplastik an der Hochschule für Bildende Künste Dresden (HfBK). Von 1970 bis 1975 studierte sie an der HfBK in der Fachrichtung Plastik bei Gerd Jaeger, Helmut Heinze, Herbert Naumann und Helmut Schwager. Von 1975 bis 1978 war sie Meisterschülerin bei Walter Arnold an der Deutschen Akademie der Künste. Seitdem arbeitet sie in Dresden als freischaffende Bildhauerin. Ihr künstlerisches Thema sind die Menschen, ihre bevorzugten Materialien Bronze, Gips, Terrakotta, Stein und Papiermaché.
Sie war bis 1990 Mitglied des Verbands Bildender Künstler der DDR.
Julia Stephan ist verheiratet mit dem Bildhauer Klaus-Michael Stephan. 2002 kaufte sie mit ihm die Schule in Fürstenau, und sie richteten dort ihr Atelier ein.

## Werke (Auswahl)
- Stehende (Dreifigurengruppe, Metall, gegossen, 1979)[1]
- Schreitende (Torso, Terrakotta, bemalt, 1983)[2]
- Sitzende (Terrakotta, bemalt, 1984)[3]
- Opfer – 13. Februar 1945 (Liegefigur, Ton gebrannt und Holz, 1884)[4]
- Porträt Birgit R. (Terrakotta, bemalt, 1986)[5]
- Kopf (Stein, bemalt, Höhe: 55 cm, 1991)[6]

## Ausstellungen (unvollständig)

### Einzelausstellungen
- 1985: Dresden, Galerie Comenius
- 1988: Cottbus, Galerie Carl Blechen (mit Klaus-Michael Stephan)
- 1988: Leipzig, Galerie Süd
- 1990: Dessau, Museum Schloss Mosigkau (mit Klaus-Michael Stephan)
- 2016: Lauenstein, Osterzgebirgsmuseum

### Teilnahme an zentralen und wichtigen regionalen Ausstellungen in der DDR
- 1978: Frankfurt/Oder, Galerie Junge Kunst („Junge Künstler der DDR“)
- 1979 und 1985: Dresden, Bezirkskunstausstellungen
- 1983: Magdeburg („Junge Bildhauerkunst der DDR“)
- 1984: Dresden („Plastik aus Dresden 1945-1984“)
- 1985: Dresden, Albertinum („Bekenntnis und Verpflichtung“)
- 1987: Dresden, Galerie Rähnitzgasse („Wirklichkeit und Bildhauerzeichnung“)
- 1987/1988: Dresden, Albertinum, X. Kunstausstellung der DDR

## DVD
- Künstler im Osterzgebirge, Teil II, von Gabriele Kontor, 2007